# 日証館
日証館（にっしょうかん）は、東京都中央区日本橋兜町にあるオフィスビルである。
渋沢栄一邸跡地に1928年に建築された。1947年以降は平和不動産が所有し、同社の本社社屋となっている。

## 歴史

### 前史
実業家の渋沢栄一は1888年、自らが設立に携わった東京株式取引所や第一国立銀行がある東京府日本橋区兜町に辰野金吾設計による自邸を建設した。渋沢が1901年（明治34年）に飛鳥山に転居してからは「渋沢事務所」となった。
1923年（大正12年）9月1日、関東大震災が発生。渋沢事務所の書斎で執務中だった渋沢は避難して無事だったが、震災により事務所は全焼した。

### 東株ビルディング
震災により焼け野原となった兜町ではこれを機に防火性や耐震性を高めた建物の建設が相次ぐこととなる。東京株式取引所は震災前から計画を進めていた新取引所の建設に取り掛かり、1927年（昭和2年）に市場館が竣工し、1931年（昭和6年）には本館が竣工した。
その一方で旧渋沢邸（渋沢事務所）跡地には東京株式取引所の附属施設として東株ビルディングが1928年（昭和3年）9月に竣工した。東株ビルディングは自社ビルを持たない中小の株屋に賃貸する目的で建設されたもので、設計は新取引所の設計にも携わった横河民輔が率いる横河工務所（現・横河建築設計事務所）、施工は清水組（現・清水建設）が請け負った。総工費は約96万円。

### 日証館に改称以降
1943年（昭和18年）、全国の株式取引所の統合により日本証券取引所が発足したのに伴い、東株ビルディングは日証館に改称された。
終戦後の1946年（昭和21年）6月、連合国軍最高司令官総司令部により取引所本館および市場館が接収されると、日証館にて株式の集団取引が行われるようになり、1949年（昭和24年）に東京証券取引所の発足により取引所取引が再開されるまで続いた。
1947年（昭和22年）4月、日本証券取引所が解散。取引所本館、市場館および日証館などの日本証券取引所が保有していた不動産を承継する目的で、同年7月に平和不動産が設立され、日証館に本店が置かれた。平和不動産に承継されて以降も日証館に入居する証券会社が多く、多い時で35社が日証館に入居したという。
1998年（平成10年）に耐震補強工事を行なうなどリノベーションを繰り返しながら竣工から90年以上が経過した2024年（令和6年）現在も平和不動産の本社社屋および賃貸オフィスビルとして運用されている。
2013年（平成25年）には日本政策投資銀行によるDBJ Green Building認証においてGold認証を、2021年（令和3年）にも同認証において3つ星認証を受けた。これは歴史的建造物としては珍しく、2024年6月時点で認証を受けた物件の中でもオフィスビルとしては最古参となっている。
平和不動産が推し進める「兜町・茅場町再活性化プロジェクト」の一環として、日証館の1階の一部を店舗にリノベーションしており、2021年10月にチョコレート&アイスクリームショップ「teal」が開店した。また、2024年9月にはネイルスタジオ&ギャラリーショップ「HANDWORK」が開店している。

## 特徴

### 外観
建築様式は取引所本館は古典式、市場館はギリシャ古典式が採用されたのに対し、東株ビルディング（日証館）は近世式（ネオ・ルネサンス様式）が採用され、竣工当時の外装仕上げは1階は花崗擬石とし、その他の部分は人造石塗が採用されていた。
外観は三層構成とされ、1階はアーチ状の開口部が連なる意匠とし、4階および6階の窓にもアーチ状の窓が採用されているが、全体的な装飾は少なめとなっている。
なお、竣工時は6階建であったが、後年（時期不明）に7階部分が増築されている。
川側の外壁の外には建物基礎と一体化した鉄筋コンクリート造の防潮堤が築かれた。防潮堤上部にはバラスターの装飾が施され、防潮堤内側はドライエリアを設けて地下階への採光を確保している。日本橋川からの景観を重視した造りであるが、後に1970年代前半に新たに設けられた防潮堤により隠されてしまっている。

### 内部
竣工時の内部の構成は地下1階に食堂、金庫室、倉庫、機械室が、1階から6階まで計50室の貸事務所が設けられ、貸事務所は間仕切の変更に対応する構造とされたまた、6階には講堂も設けられていた。
1階のエントランスホールや階段室には床や壁に大理石が使われ、天井の意匠や石造りの照明などに竣工当時の面影を残している。エントランスホールは平日の6:00から19:30に限り一般に開放されており、誰でも見学が可能となっている。

## その他
2019年のテレビドラマ『イノセンス 冤罪弁護士』にて主人公らが所属する「保駿堂法律事務所」の建物外観として日証館が使用された。また、2020年のテレビドラマ『知らなくていいコト』においても主人公らが勤務する「東源出版」の建物外観として使用されている。
渋沢が当地に自邸を建築した際に日本経済の発展を祈念して佐渡から取り寄せ、生涯に渡り大事にしたという「佐渡の赤石」が2017年より1階エントランスにて展示されていたが、2021年8月に「KABUTO ONE」の1階アトリウムに移設された。

## アクセス
- 東京メトロ日比谷線・東西線 茅場町駅より徒歩5分
- 東京メトロ銀座線・東西線、都営地下鉄浅草線 日本橋駅より徒歩6分